# Antonio Roselli
Antonio Roselli est un juriste italien né en 1381 à Arezzo et mort en 1466 à Padoue.

## Biographie

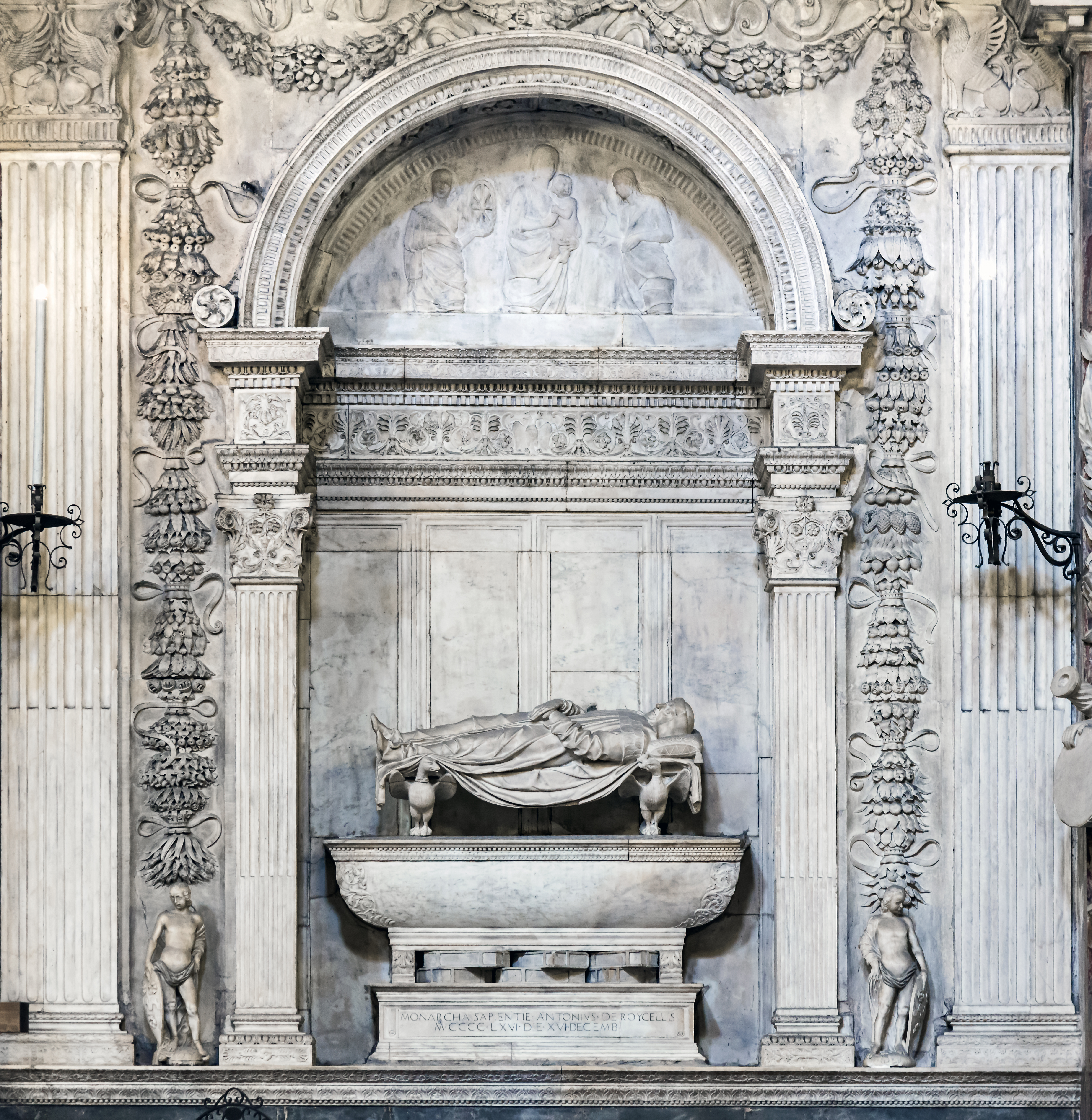
Son tombeau à la basilique de Padoue

Antonio Roselli fut professeur de droit à Bologne, Sienne, Florence, Rome et à partir de 1439 jusqu'à sa mort à l'université de Padoue.
Il fut consulteur du Pape Martin V et médiateur dans le conflit opposant le roi Ladislas III de Pologne et l’Empereur Sigismond 1er.
Son œuvre juridique porte principalement sur des questions de mariage, de contrat, de succession. Il s’est également intéressé aux relations entre l'Église et l'État.
Son tombeau réalisé par le sculpteur et architecte Pietro Lombardo est visible dans la basilique de Padoue.

## Œuvres principales
- Tractatus legitimationum, 1407.
- Tractatus de ieiuniis (Rome, 1486).
- Monarchia, sive Tractatus de potestate imperatoris et papae, Venise, Hermann Liechtenstein, 1483.
  - (la) Monarchia, sive De potestate Imperatoris ac Papae, Venise, Hermann Liechtenstein, 1487 (lire en ligne).
- Tractatus de legitimatione (Pavia, 1494).
- De usuris, Pavia, 1494.
- Tractatus de successionibus ab intestato, in Tractatus universi iuris (Venise VIII, Franciscus Zilettus, 1584-86).
- Tractatus de iudiciis et tormentis (Venise, XI).
- De indulgentiis.
- De Jejuniis
- De successionibus ab intestato.
- De indictis et tortura.
- De Conciliis ac Synodis Generalibus, dédié au doge Francesco Foscari (1373-1457).
- Tractatus de ornatu mulierum.
- De potestate papae et imperatoris.
- De legitimatione spuriorum.

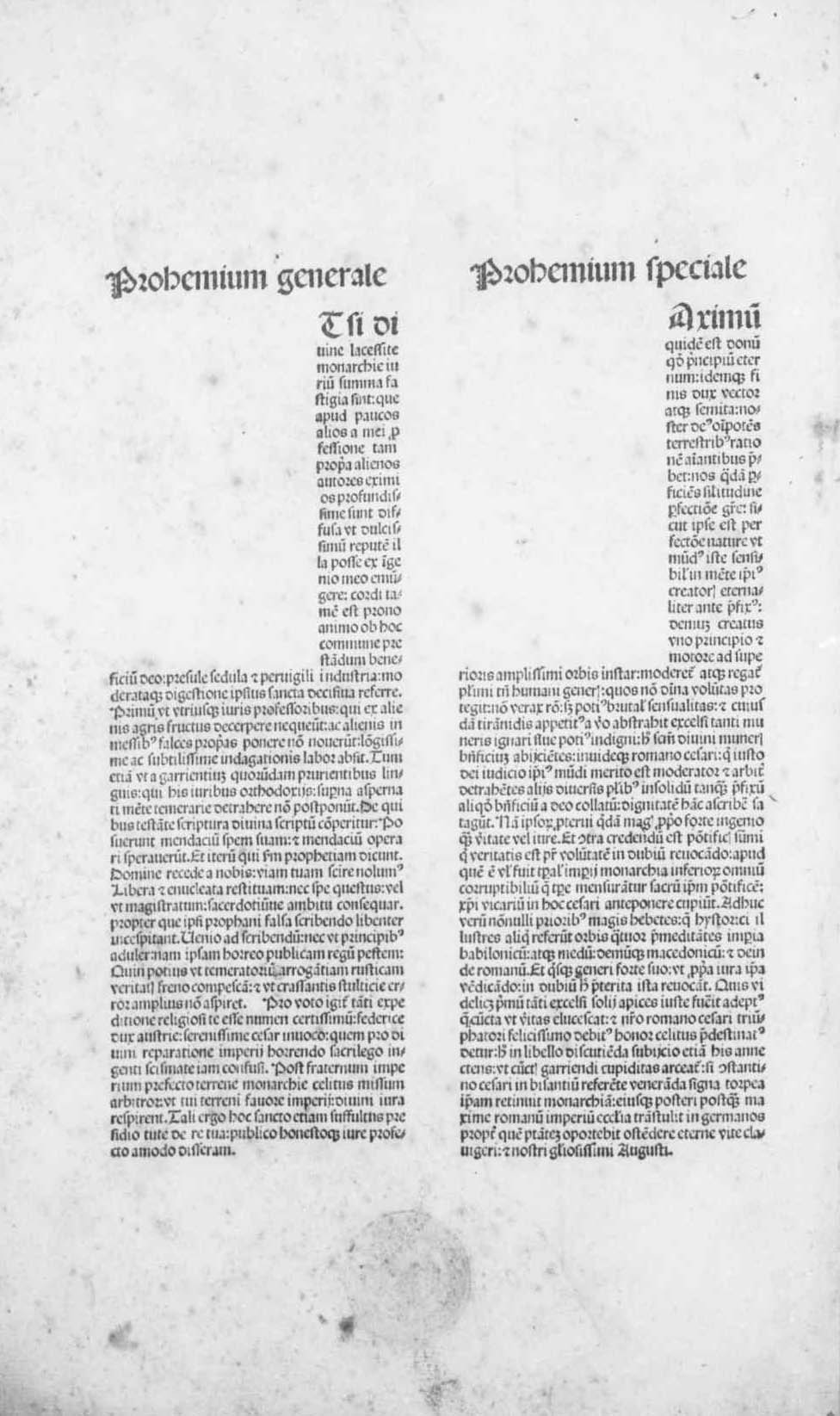
Monarchia, sive Tractatus de potestate imperatoris et papae, 1487